# Nordkurdiska
Nordkurdiska (کوردیا ژۆرین; kurdiya jorîn), även kallat kurmanji (کورمانجی; Kurmancî), är ett kurdiskt språk eller dialekt som talas huvudsakligen i sydöstra Turkiet, nordvästra Iran, norra Irak och norra Syrien. Kurmanji är den mest utbredda dialekten av kurdiska. Kurdiska kategoriseras generellt som ett nordvästiranskt språk tillsammans med baluchiska. Den delar även många drag med sydvästiranska språk, främst persiska, på grund av långvariga och intensiva historiska kontakter och påverkan från den mer kulturbärande persiskan. Vissa myndigheter har gått så långt som att klassificera kurmanji som ett syd- eller sydvästiranskt språk.

## Skrifter och böcker
Nordkurdiska, som använder det latinska alfabetet, är den vanligaste dialekten av det kurdiska språket som talas av 80% av alla kurder. Den tidigaste dokumentation av det kurdiska språket går tillbaka till 1600-talet.
Nordkurdiska är det ceremoniella språket i yazidismen. Den heliga boken Mishefa Reş ("svarta boken") tillsammans med alla böner skrivs och talas i kurmanji.

## Talare
Kurmanji är ett erkänt minoritetsspråk i Armenien, där många yazidier talar ezdîkî som är nära besläktat med kurmanji.

## Dialekter
Nordkurdiska bildar ett dialektkontinuum med en stor variation. Generellt, urskiljas fem dialektområden:
- Nordvästkurmanji, talas i Kahramanmaraş (på Kurmanji: Meraş), Malatya (Meletî) och Sivas (Sêwaz) provincerna i Turkiet.
- Sydvästkurmanji, talas i Adıyaman (Semsûr), Gaziantep (Entab) och Şanlıurfa provincerna i Turkiet och Aleppo provinsen i Syrien.
- Nordkurmanji även kallad Serhed, talas huvudsakligen i Ağrı (Agirî), Erzurum (Erzerom) och Muş (Mûş) provinserna i Turkiet, samt närområdena.
- Sydkurmanji, talas i al-Hasaka-provinsen i Syrien, Sinjar distriktet i Irak, och i flera närområden i Turkiet runtom Mardin och Batman provinserna.
- Sydöstkurmanji även kallad badînî, badinani, , talas i Hakkâri provinsen i Turkiet och Dohuk-provinsen i Irakiska Kurdistan.
- Anatolisk kurmanji talas i centrala Anatolien, speciellt i Konya, Ankara och Aksaray.

Den mest säregna av dessa dialekter anses vara badinani (sydöst-kurmanji).